# 洛可可

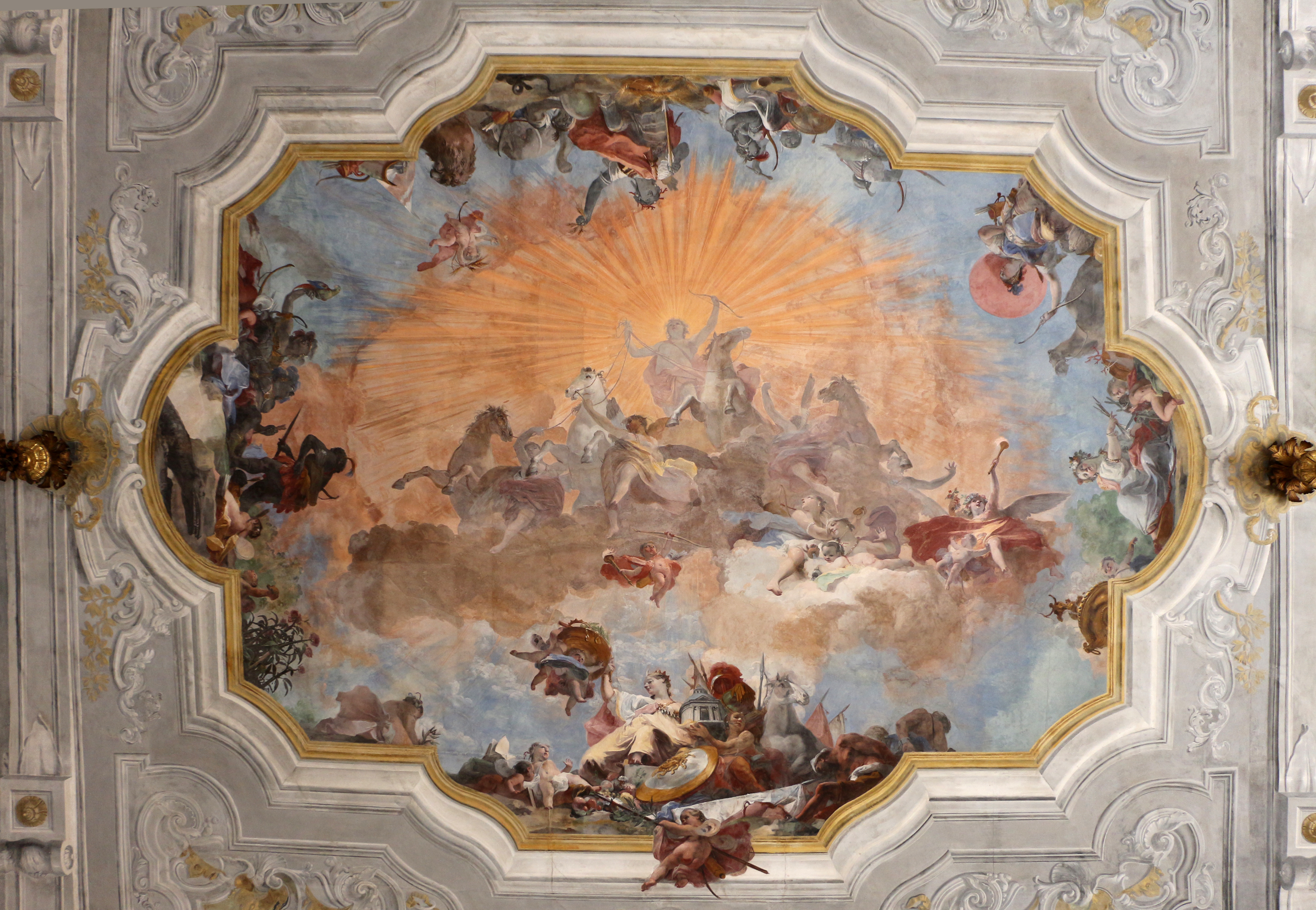
洛可可的建筑主要体现在室内设计，而非建筑的外围，此图是标准的洛可可风天花板，可以看到比巴洛克有更多的留白，並且在色調上粉嫩化

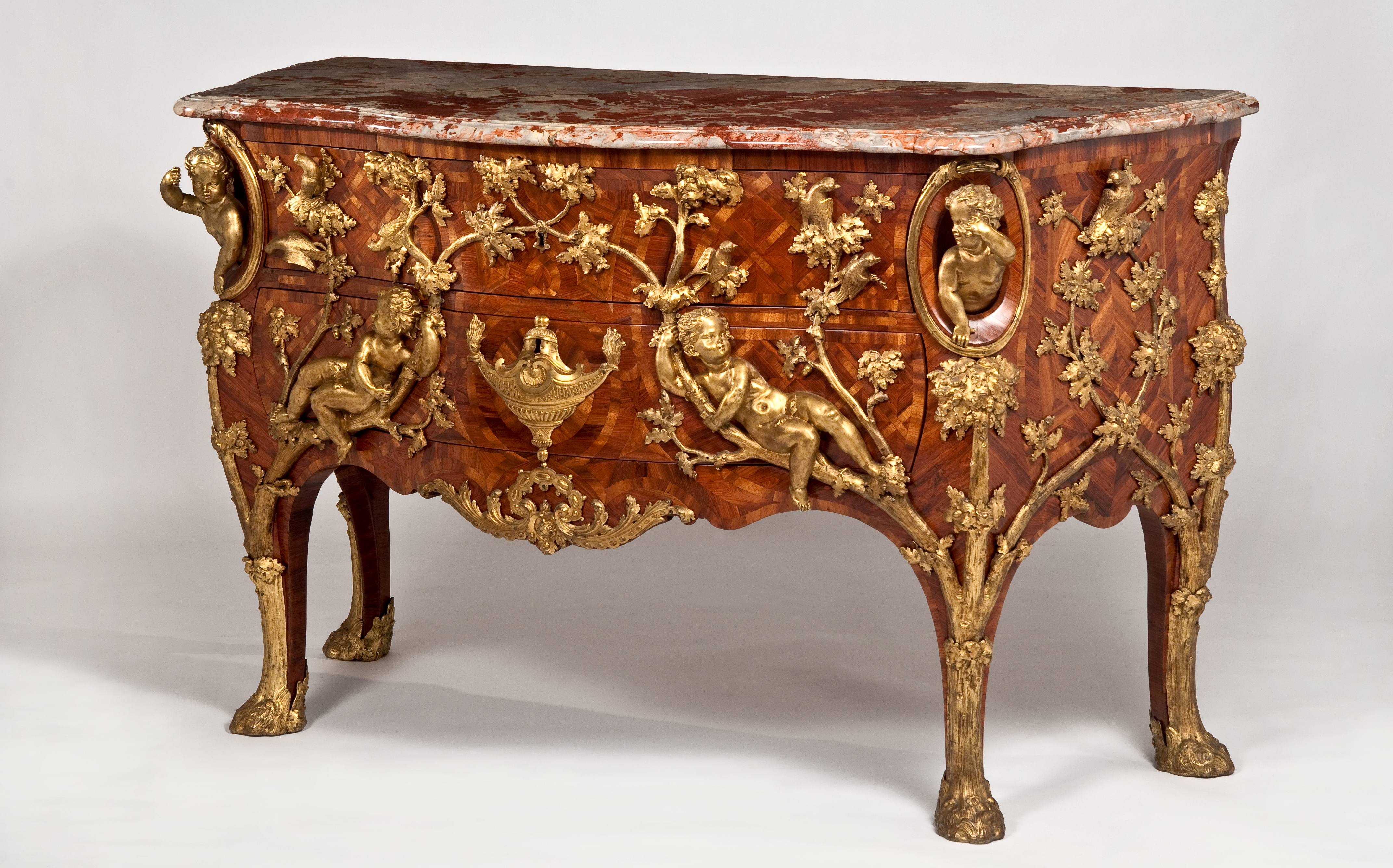
洛可可風家具，傾其所能不使用直線，甚至木頭的紋理也故意採用斜邊

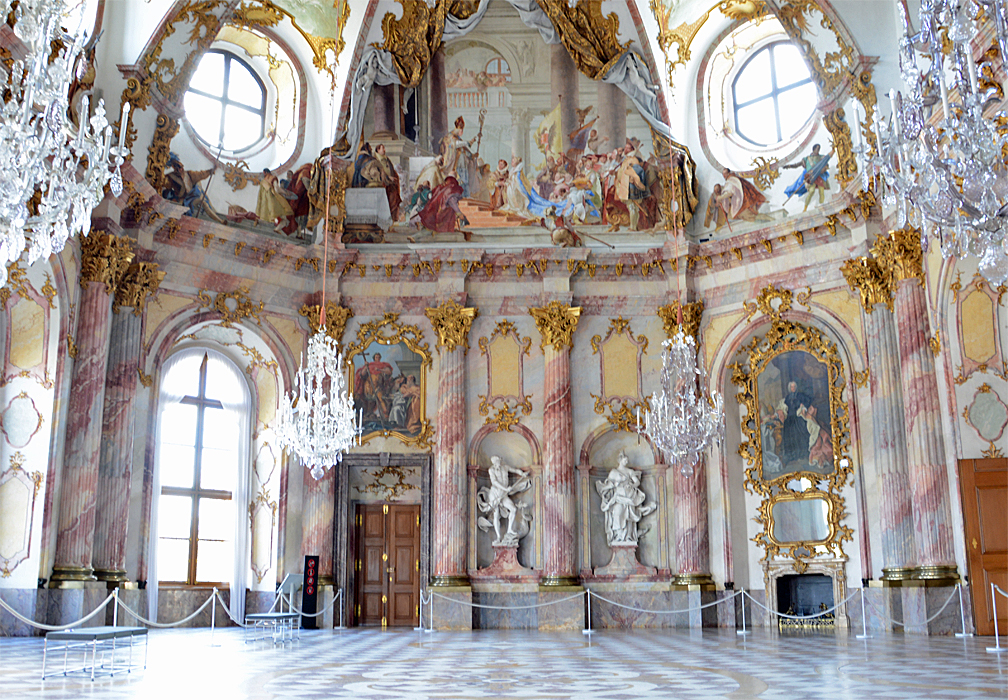
洛可可風禮拜堂，令人聯想到草莓口味的奶油蛋糕，而非一棟恢宏的建築

洛可可（法語：Rococo）風格起源於18世紀的法國，是一种具有粉嫩柔軟風格的装饰、室内设计和艺术风格，它结合了不对称性、曲线、雕刻和视觉陷阱手法，能在靜態的物品中创造一種运动感。該風格上接巴洛克艺术，下啟新古典主義藝術。
洛可可最初是為了反對宮廷的繁文縟節，且莊嚴工整的巴洛克風格而興起的，洛可可比巴洛克更加會使用留白，呈現貝殼狀、火焰狀、水波狀和樹枝狀。把一切能用的顏色粉白化、把一切尖角柔和化、把直線條曲線化，使得整體感覺變得溫馨可愛、平易近人。洛可可除了可以用在主體藝術之外，也可以在邊緣藝術上面。例如歐洲宮廷貴婦的晚禮服上的花邊、馬卡龍等小型甜品及其包裝盒、地毯的花紋、書籍的邊緣裝飾和書籤，任何精美小巧的紋樣設計均可被算在廣義的洛可可範圍之內。
洛可可因為造价高昂、打磨精緻，於19世紀中期逐漸被強調直線和簡單結構的新古典主義取代，尤其在建築、家具和服裝領域尤為明顯。 

## 名稱
洛可可Rococo一詞字是從法文的“Rocaille”和“coquilles”合併而來。Rocaille指的是一座白沙做的假山，而coquilles則是用貝殼和粉色石子互相鑲嵌的一種技法，兩者合併以表達洛可可的天然裝飾性。

## 歷史發展
洛可可最先出現於裝飾藝術和室內設計中。路易十五登基，給宮廷藝術家和一般藝術時尚帶來了變化。在老國王在任的晚期，巴洛克設計逐漸被有著更多曲線和自然形像的較輕的元素取代。這些元素在尼古拉斯Pineau的建築設計上有明顯的表現。在攝政時期（1715-1723年，路易十五還是個孩子，政權由其叔攝政），宮廷生活不再局限於凡爾賽宮，藝術風格亦隨之而轉變，最初在皇宮，然後是整個法國上層社會。纖細和輕快的洛可可風格設計被視為是伴隨著路易十五的過度統治而來。
相較於前期的巴洛克與後期的新古典，洛可可反映出當時的社會享樂、奢華以及愛慾交織的風氣。除此之外，此派畫家受到當時外來文化的啟發，在創作中添加不少富有異國風情的特色。
1730年代，洛可可在法國高度發展，並受到中國風的影響。這種風格從建築和家具蔓延到油畫和雕塑，表現在讓-安東尼·華托和佛朗索瓦·布歇的作品中。洛可可保留了巴洛克風格復雜的形像和精細的圖騰。不過在這一點上，它已經開始與大量不同的特征融合，包括東方風格和不對稱組合。
這種藝術形式在法國迅速蔓延至德國和西班牙等地區，並與當地的風格融合。18世紀，英國一直視洛可可風格為「法國品味」，較少用於建築上，主要表現在銀器、陶瓷等。當時意大利移民的藝術家像Bagutti和Artari都以石膏作品嘗試將洛可可風格帶入英國。而在愛爾蘭工作的瑞士人拉法蘭契尼兄弟也作出同樣的嘗試。隨著拿破崙在法國的崛起，洛可可被拿破崙從法國剔除出去。
但到約1830年代，洛可可風潮正逐漸退去時，英國人才開始要「重振路易十四的哥特式風格」——亦即把洛可可搞錯了，並且以大量的金錢，購買經過過份漲價的二手洛可可風格物品，其實當時這些物品在法國幾乎無法出售。
在次文化中，日本人把洛可可蛻變成“洛麗塔”，而這個風潮風靡韓國、台灣、中國大陸、俄羅斯和泰國。在日本文學上，洛可可被定義為徒有華麗外表、內容空虛的裝飾樣式，出自小说家太宰治的小說《女生徒》。

## 室內設計

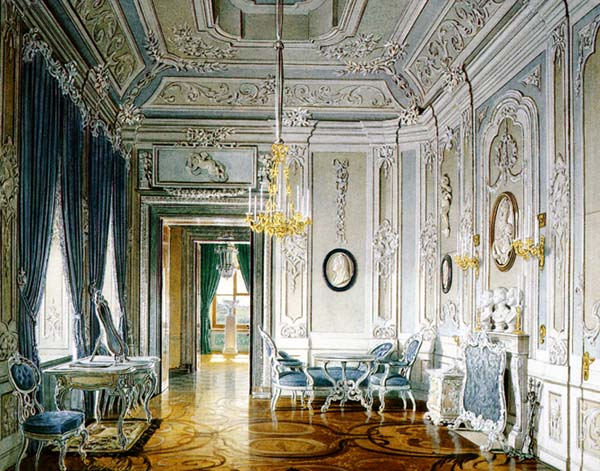
一個洛可可風的室內設計。

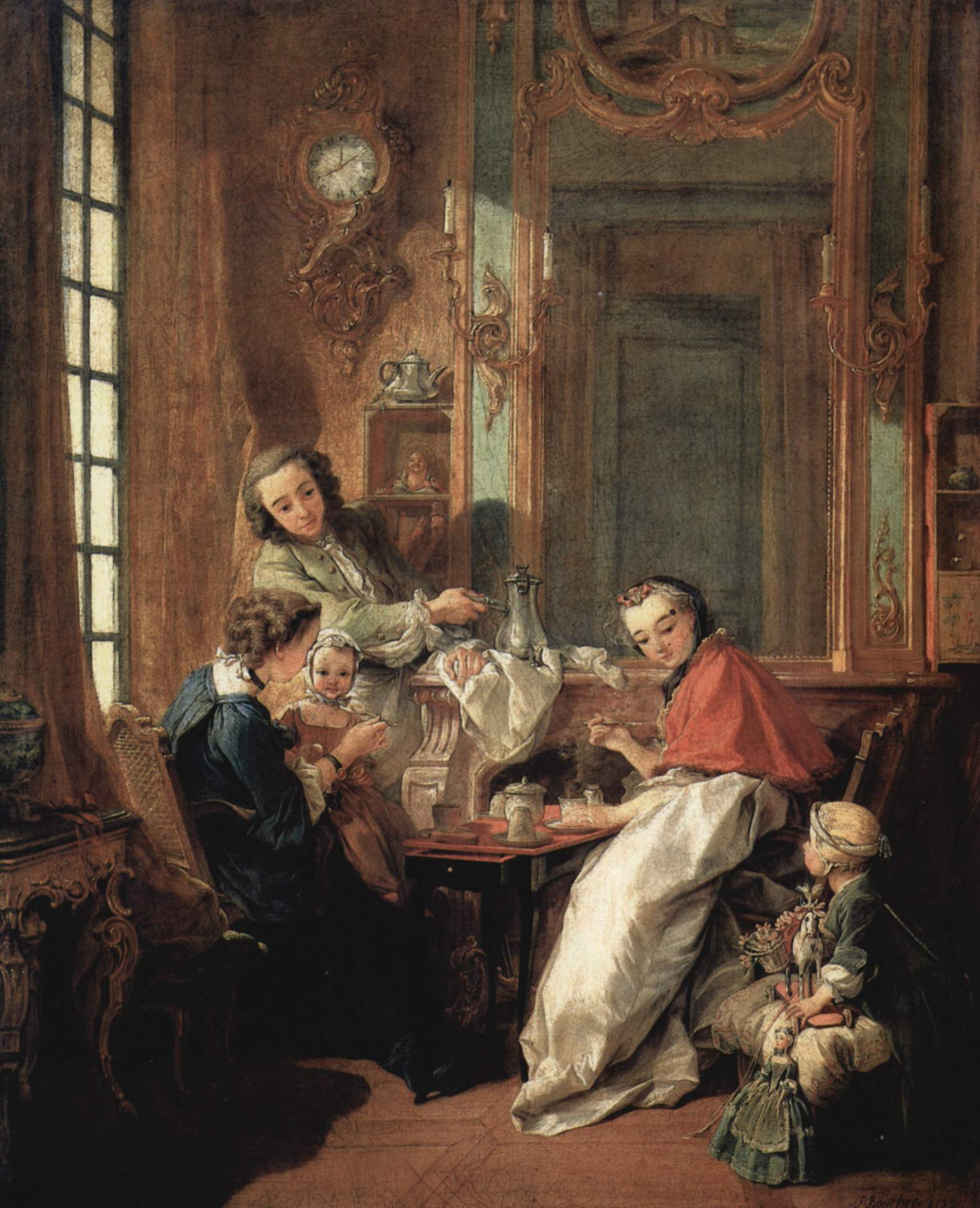
布歇所畫，室內Le Dejeuner 1739年- 現藏於法國羅浮宮

在德國，斯圖加特的孤独城堡和奧拉寧堡的中國宮、維斯的巴伐利亞教堂和波茨坦的無憂宮都是歐洲洛可可風格建築的例子。
在歐陸，洛可可風格以抽象的火焰形、葉形或貝殼形的花紋、不對稱花邊和曲線構圖，展現整齊而生動的、神奇的、雕琢的形式。洛可可風格設計，不論使用在室內設計方面或者家飾品設計，甚至建築外觀設計上，都令人無法忽視。框緣的建築的部份中如畫的、細緻的、形狀獨特地表現於塑造性物料如木雕和雕塑中（如Wessobrunner School)的裝潢）。牆、天花、家具、金屬和瓷器製的擺設展現一種統一風格的和諧。相比起巴洛克品味帶著豐富強烈的原色和暗沉色調，洛可可崇尚柔和的淺色和粉色調。
原本有一些反建築的意識在一七二零年代迅速地全部轉變，並造就了洛可可風格在歐洲室內設計和裝飾美學上大綻光芒的時代。其中最多姿多彩的德國洛可可就發源於天主教德國。

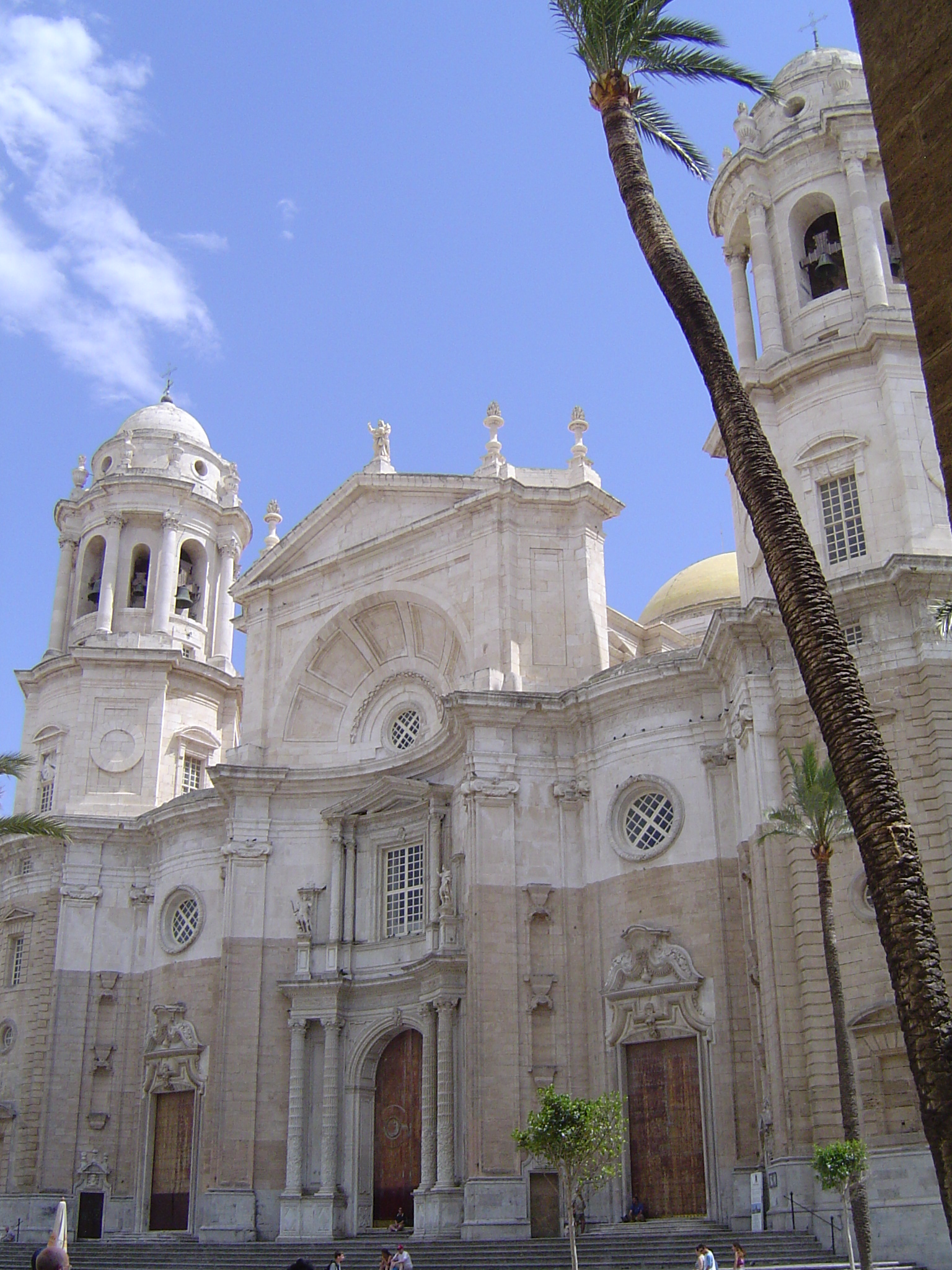
西班牙加的斯的主教座堂，立面上的是洛可可風格的裝潢

一般而言，洛可可建築是指純粹室內風格。因為當時的富人貴族從凡爾賽搬回巴黎時，巴黎已經是一個已發展的城市。所以他們大都直接以新風格裝潢原有的建築，而較少重新興建新的大型建築物。

## 油畫
洛可可風格亦從建築設計中的純粹裝飾藝術伸延至繪畫上。洛可可畫家選用清淡鮮明的顏色和精緻的曲線構圖，喜歡用基路伯小天使和愛情神話中等來點綴畫中氛圍，令畫面變得優美而神祕。
洛可可風格細緻地表現在人像畫中；畫中人不再是神、聖人或騎士，而是宮廷的朝臣、貴族等，顏色細致、淡雅，人物纖細。一些畫像亦顯示當時美學開始離開宗教、國家等思想方向；不再表現人物的端莊神聖，開始表現得有點不純潔和不道德。而洛可可的風景畫則是田園詩式的，多數描寫貴族的男男女女在悠閒地遊山玩水。第一個主要代表畫家是華托（1684–1721），華托的《舟發西地島》畫面迷離，人物雍容華貴；華托和其後的洛可可畫家不同的是，他的畫除了純粹的裝飾外，往往滲出一種憂鬱氣息。其後的洛可可畫家包括布歇（1703-1770）、法戈納（1732-1806）等，他們都深受華托的影響。

## 洛可可风格的绘画作品

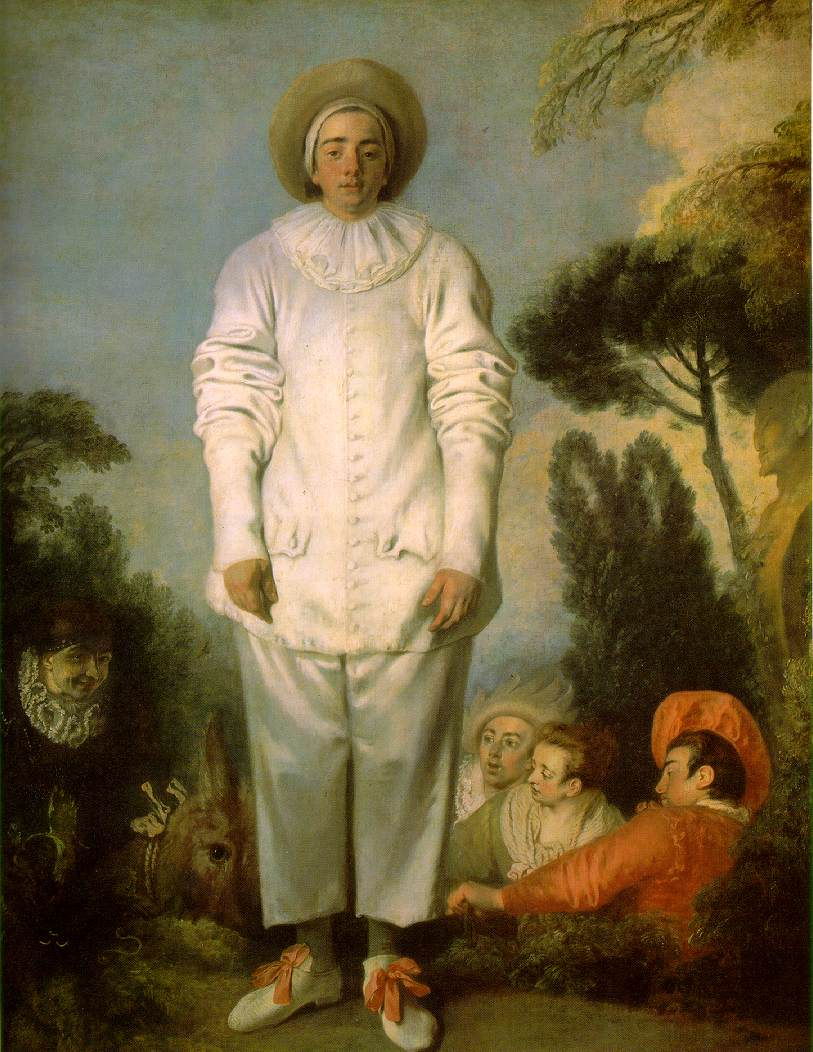
尙-安托萬·華鐸, Pierrot, 1718–1719
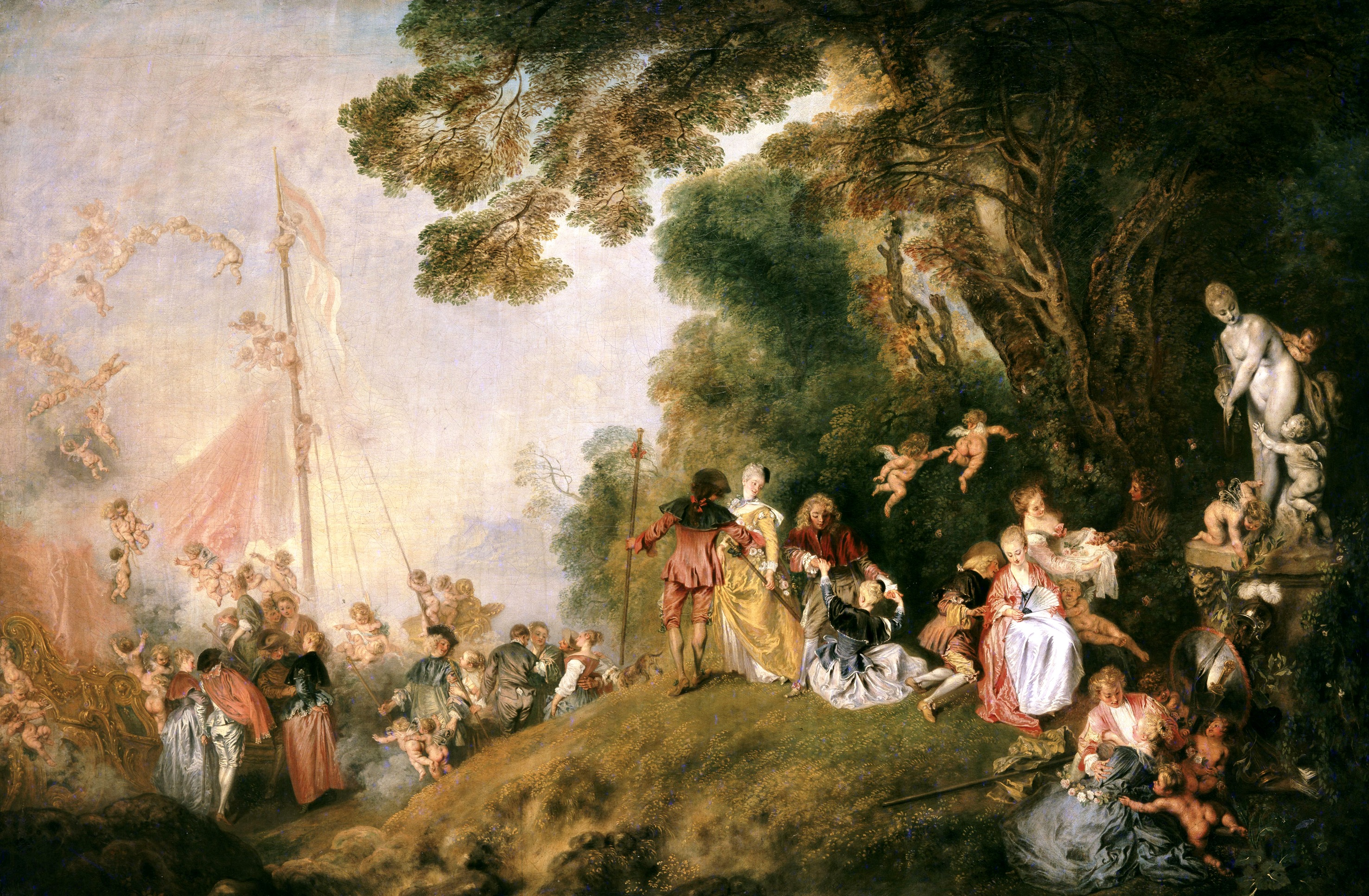
尙-安托萬·華鐸, Pilgrimage to Cythera , 1718–1721
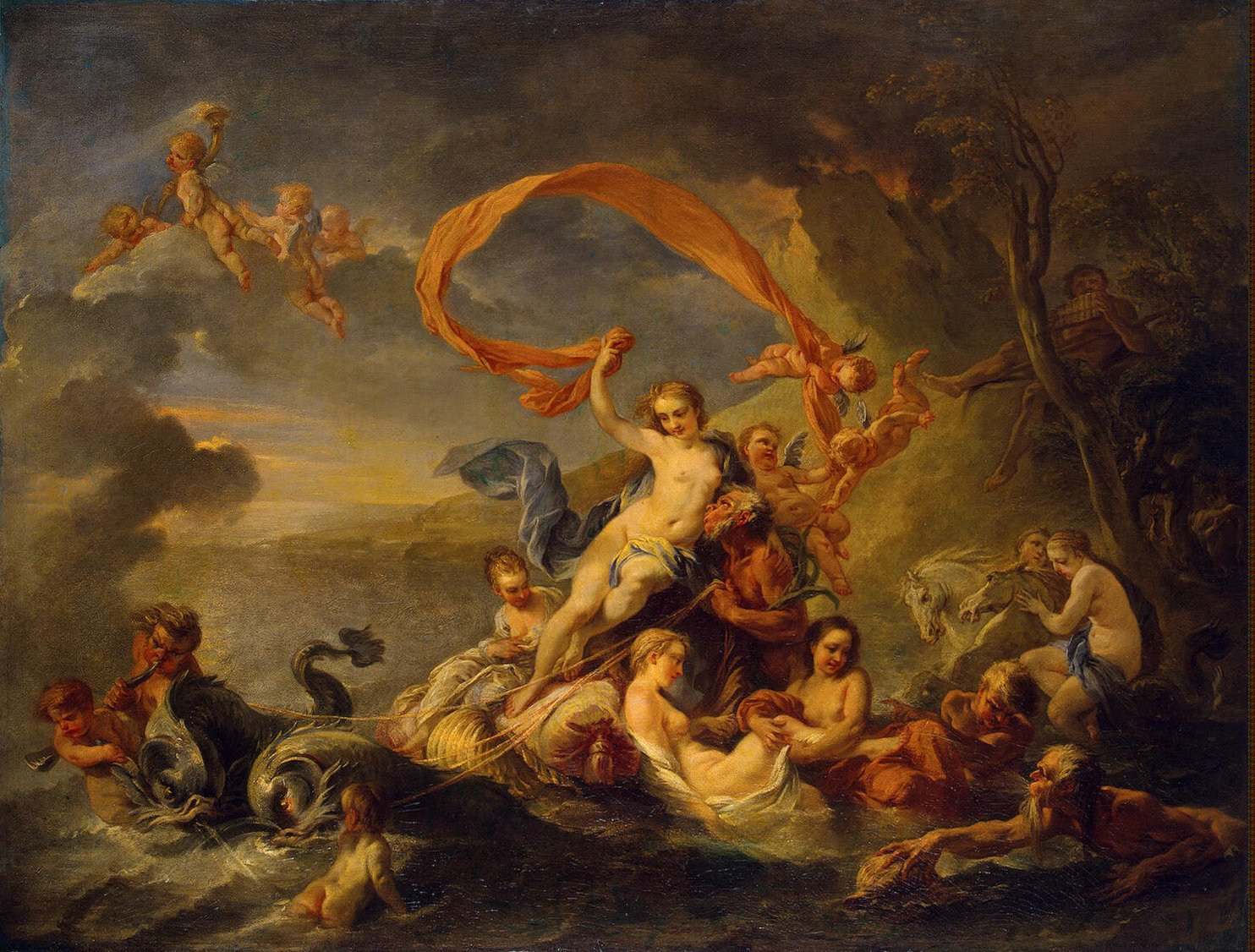
Jean-Baptiste van Loo, The Triumph of Galatea, 1720
尙-安托萬·華鐸的《舟發西地島》突顯洛可可畫風的瑣細和美感（1721, 羅浮宮）
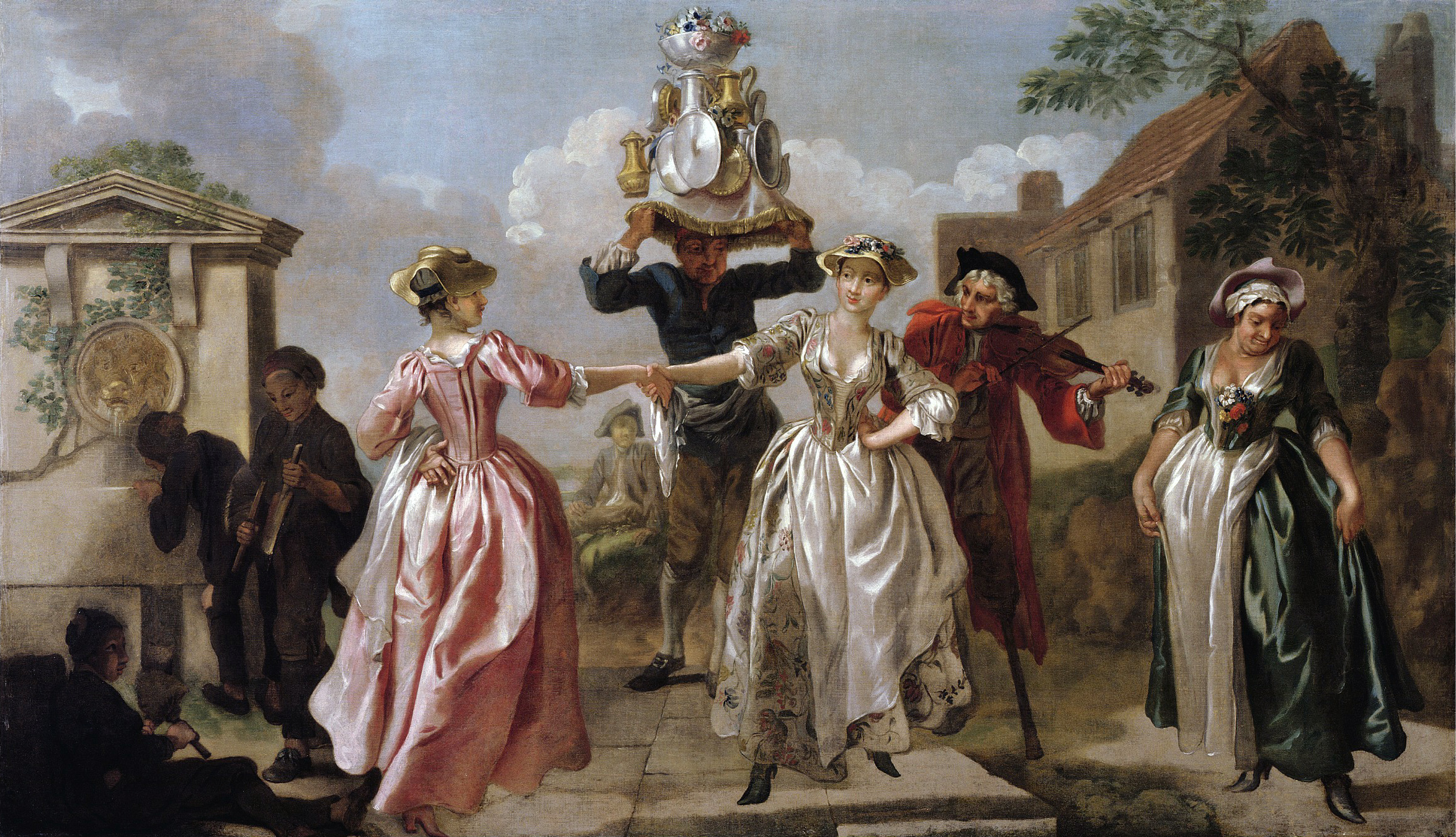
Francis Hayman, Dancing Milkmaids, 1735
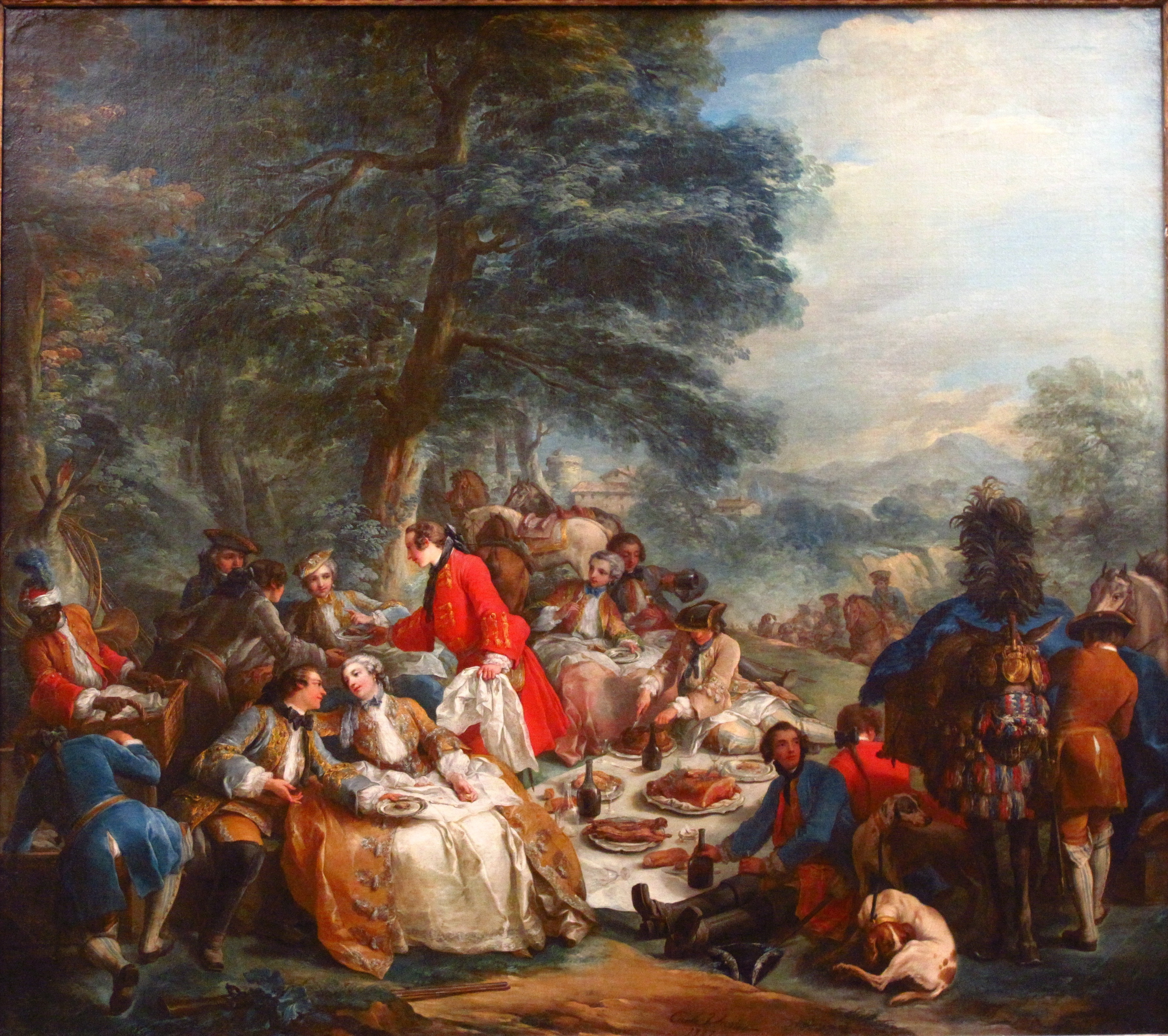
夏爾-安德烈·凡·盧, Halt to the Hunt, 1737
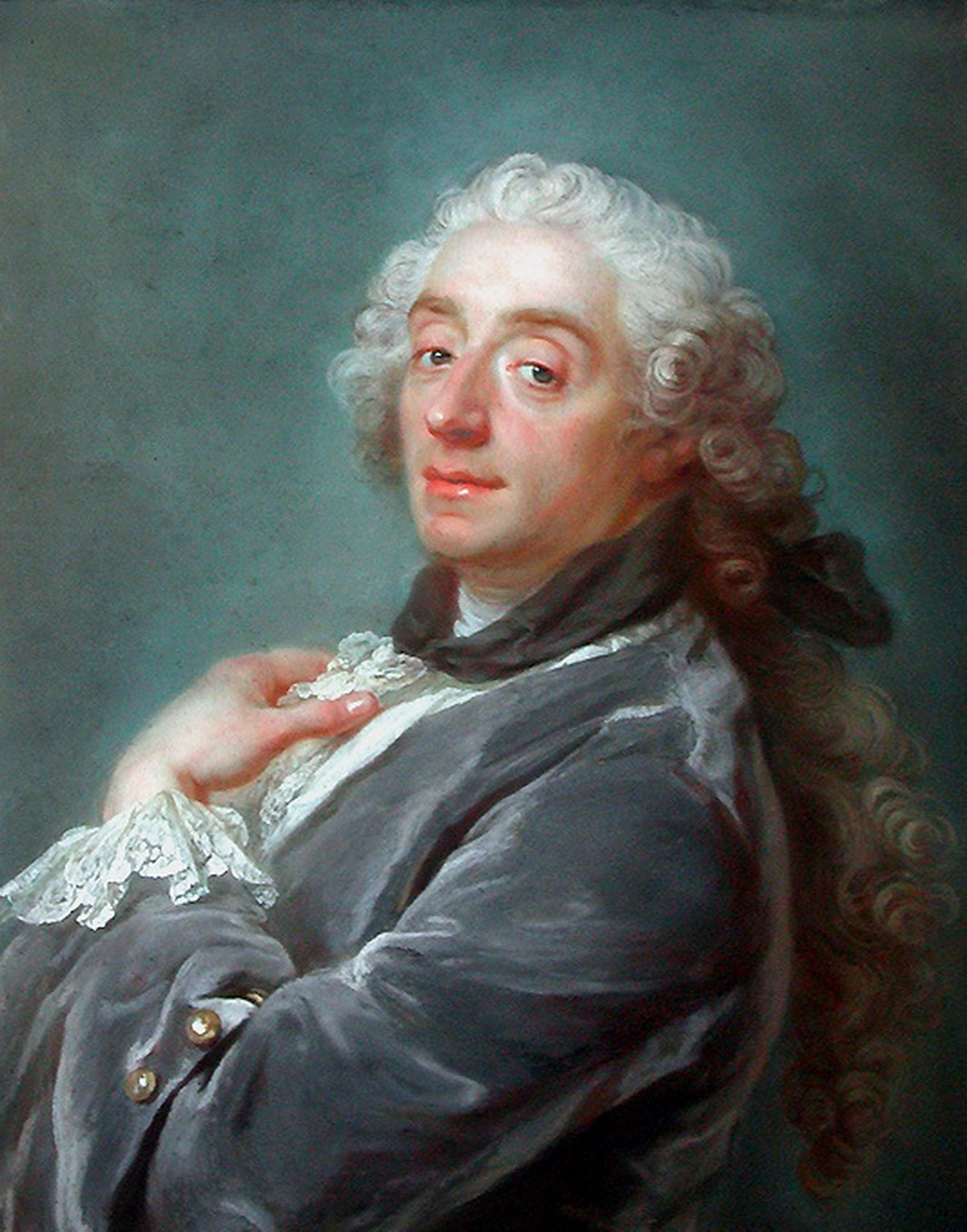
Gustaf Lundberg, Portrait of François Boucher, 1741
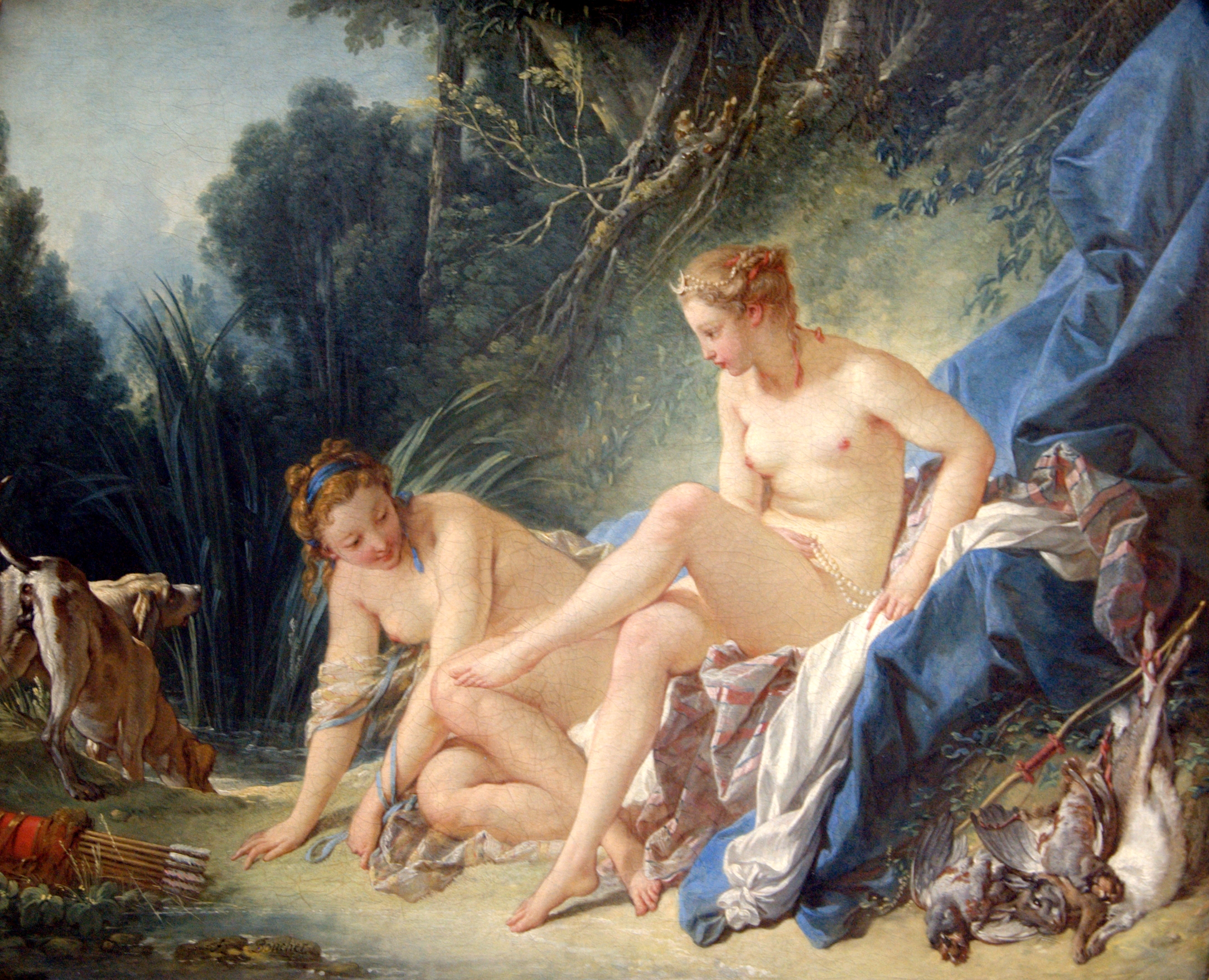
法蘭索瓦·布雪, Diana Leaving the Bath, 1742
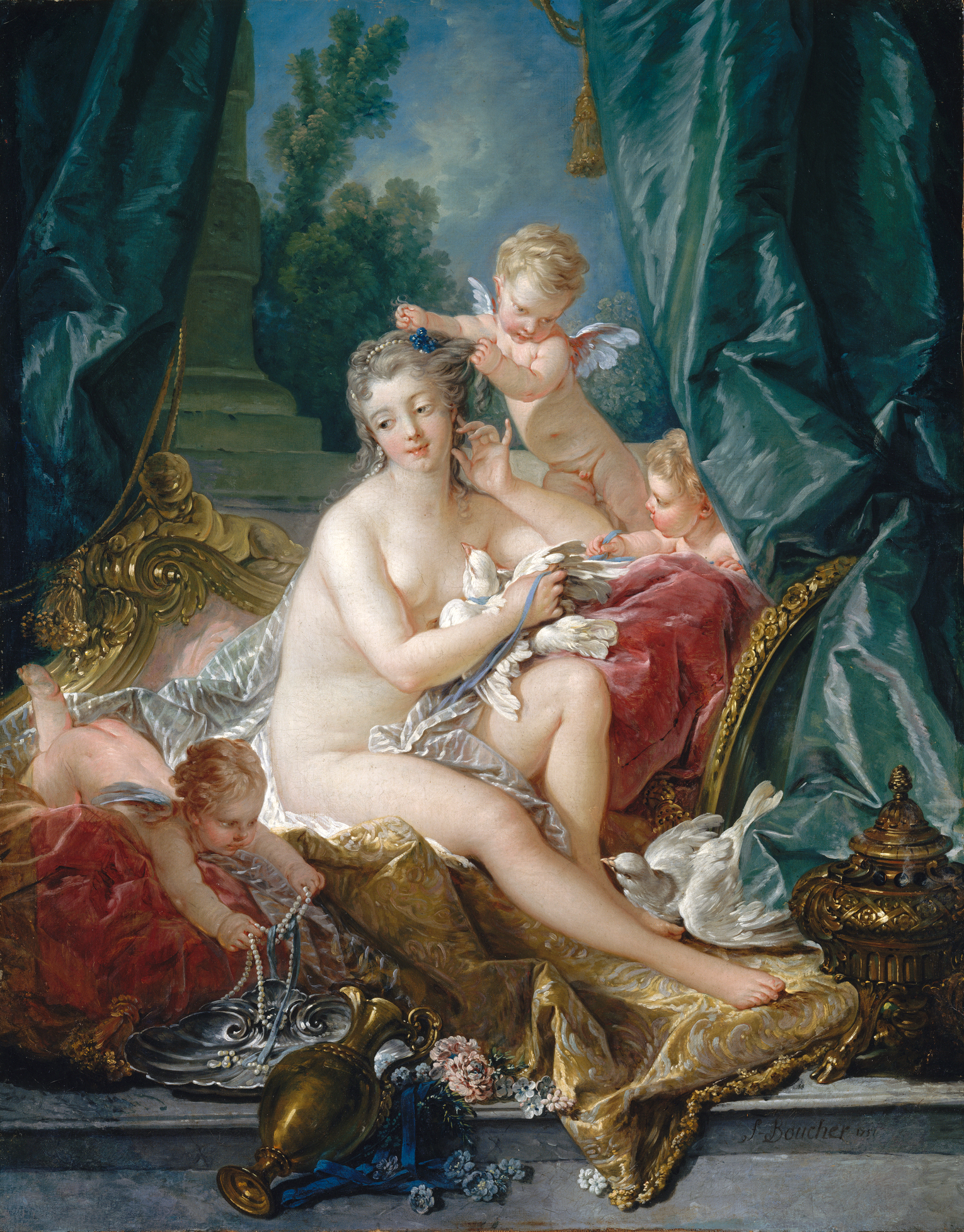
法蘭索瓦·布雪, The Toilet of Venus, 1751
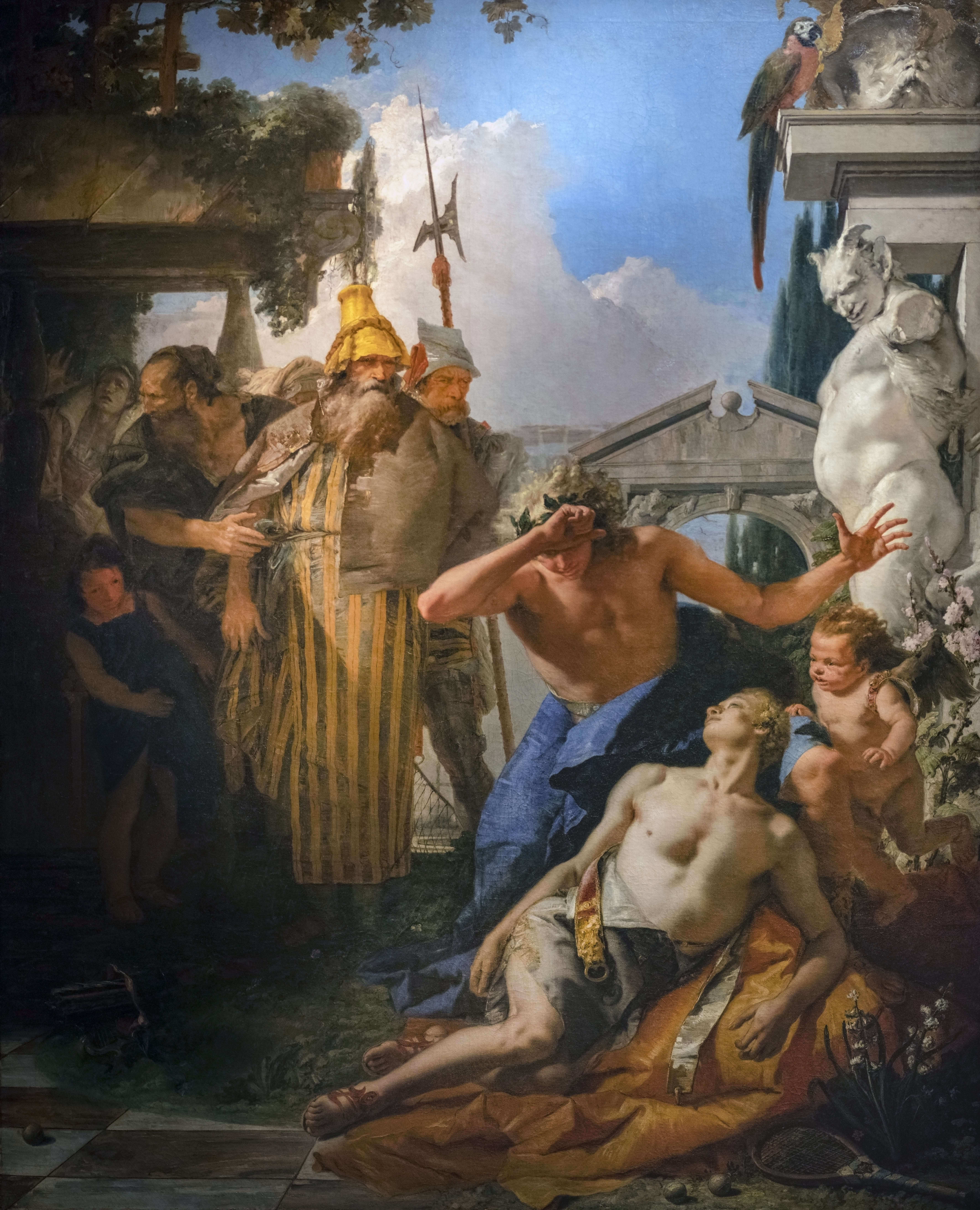
Giovanni Battista Tiepolo, The Death of Hyacinth, 1752
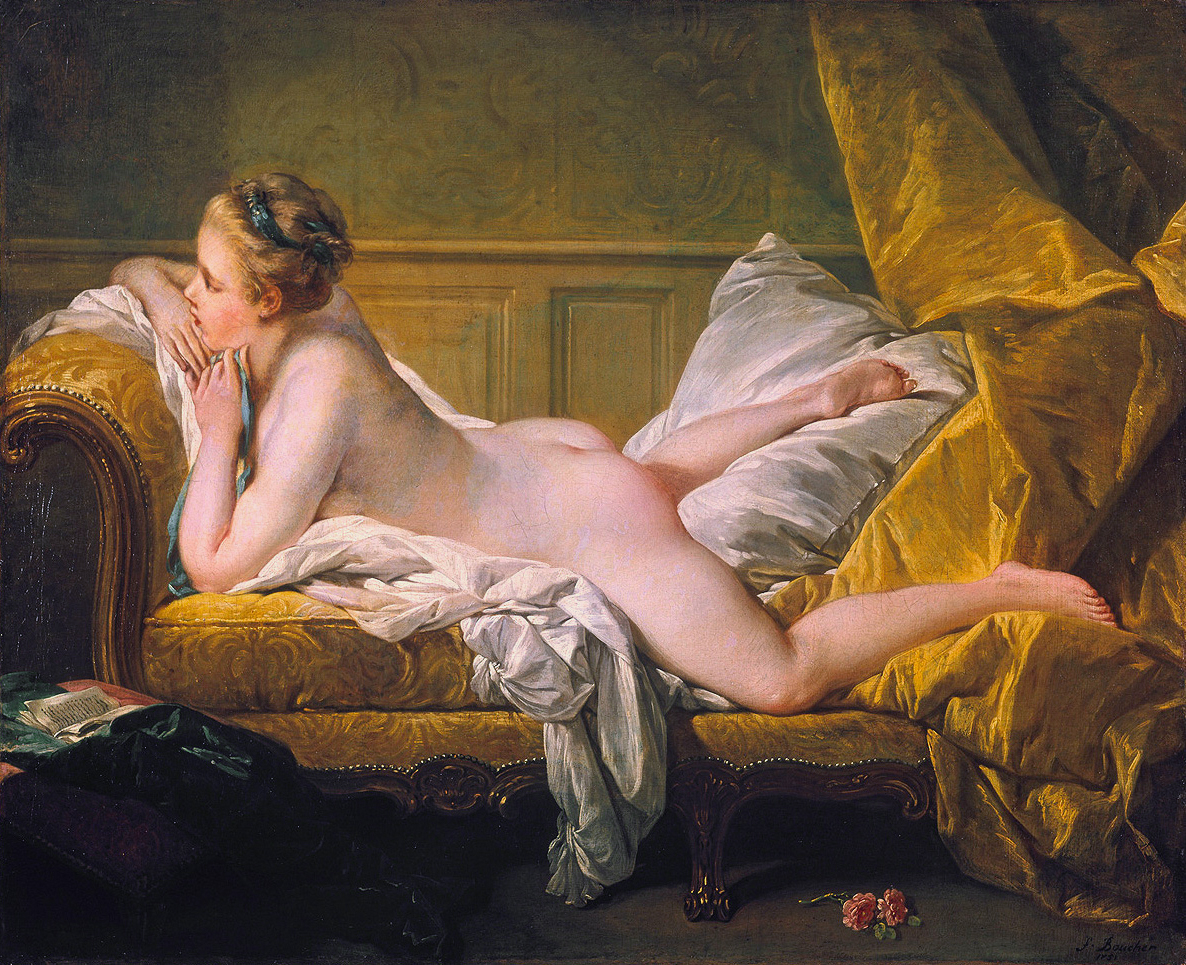
法蘭索瓦·布雪, Marie-Louise O'Murphy, 1752
Maurice Quentin de La Tour, Full-length portrait of the Marquise de Pompadour, 1748–1755
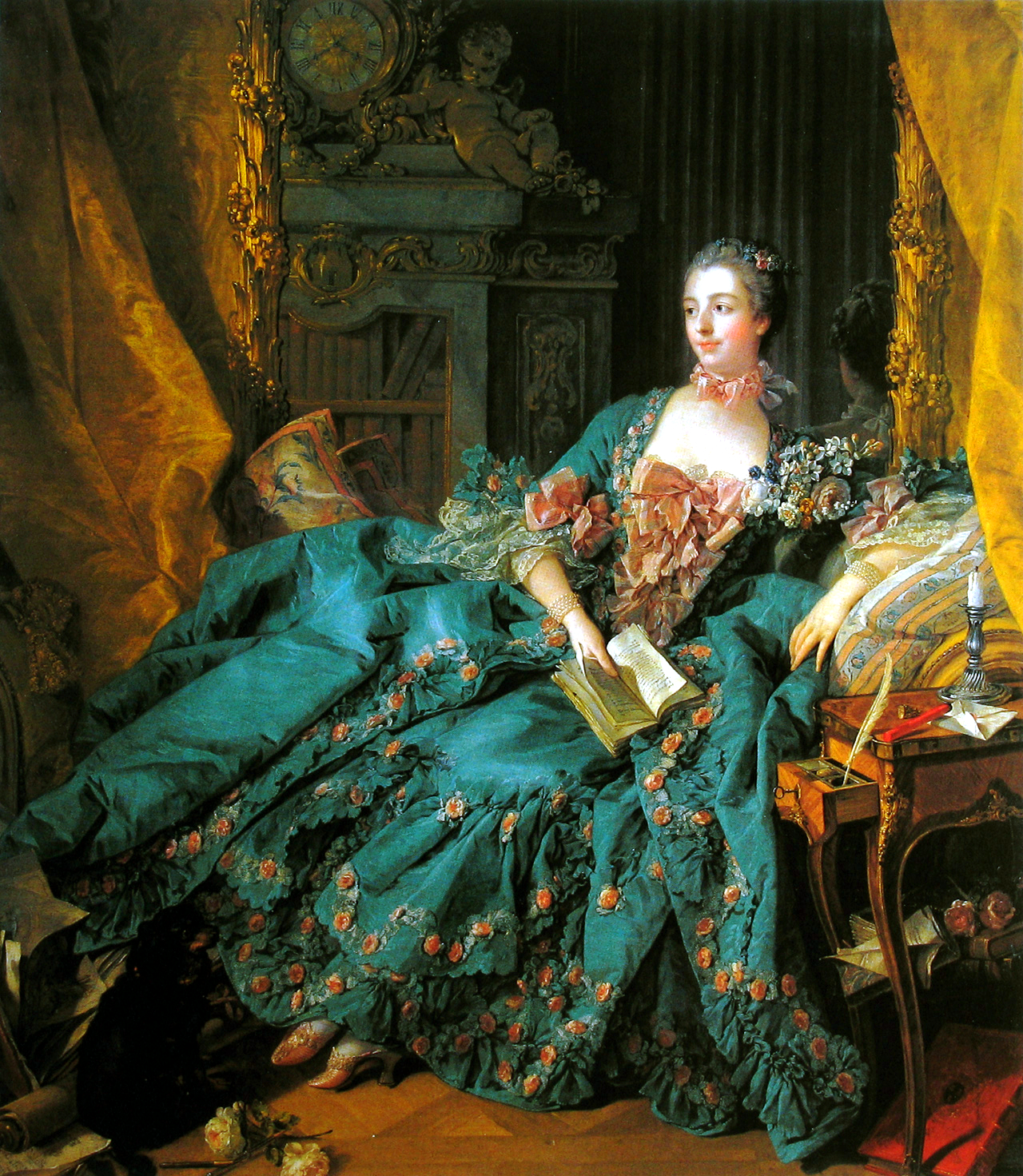
法蘭索瓦·布雪 Portrait of the Marquise de Pompadour, 1756
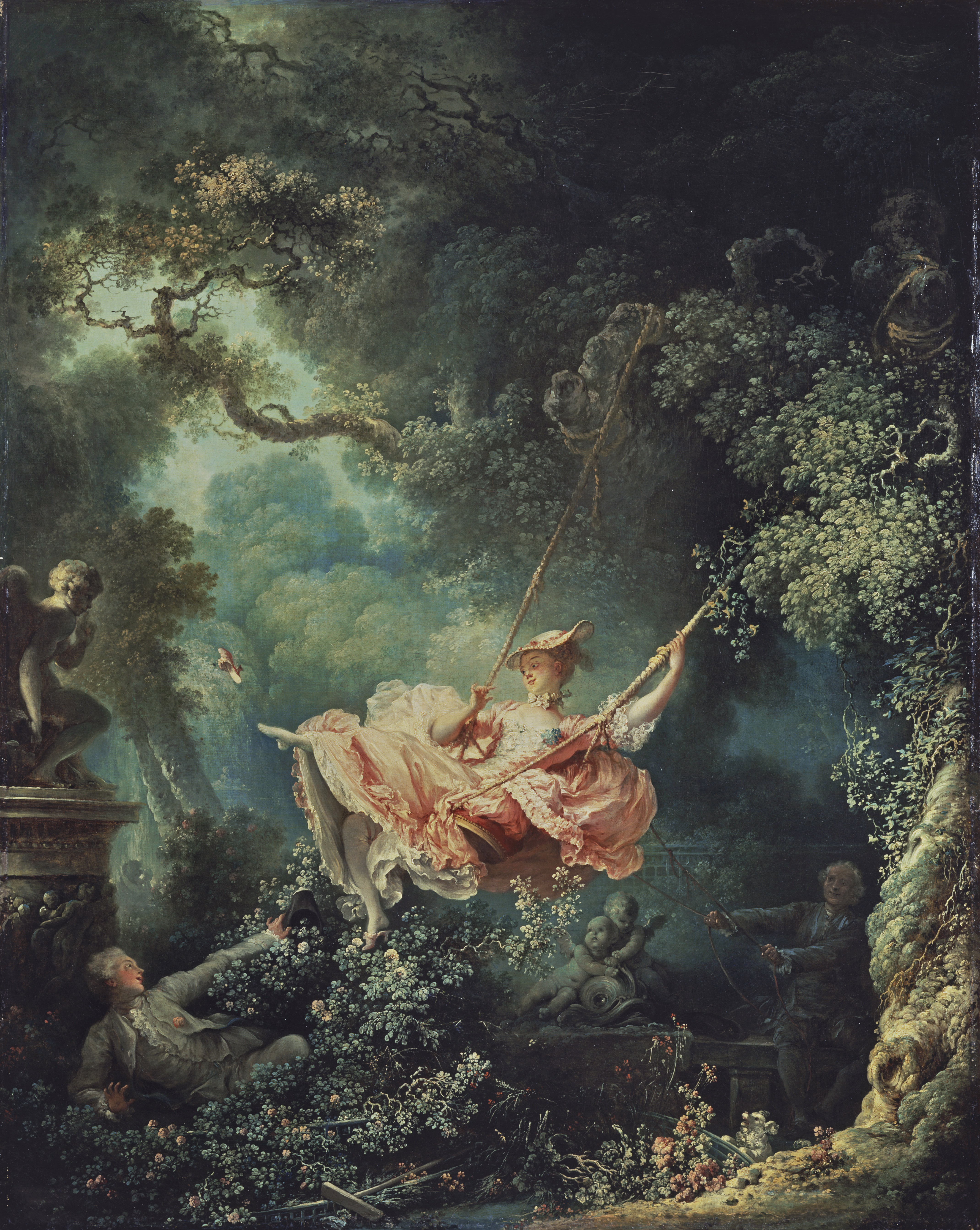
尙-歐諾黑·福拉歌那, The Swing, 1767
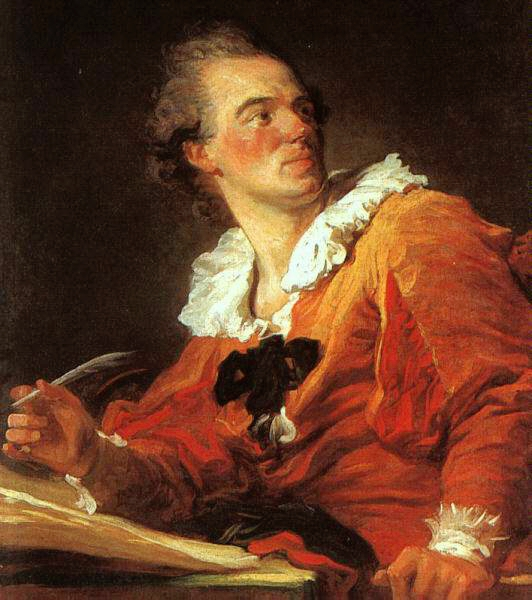
尙-歐諾黑·福拉歌那, Inspiration, 1769
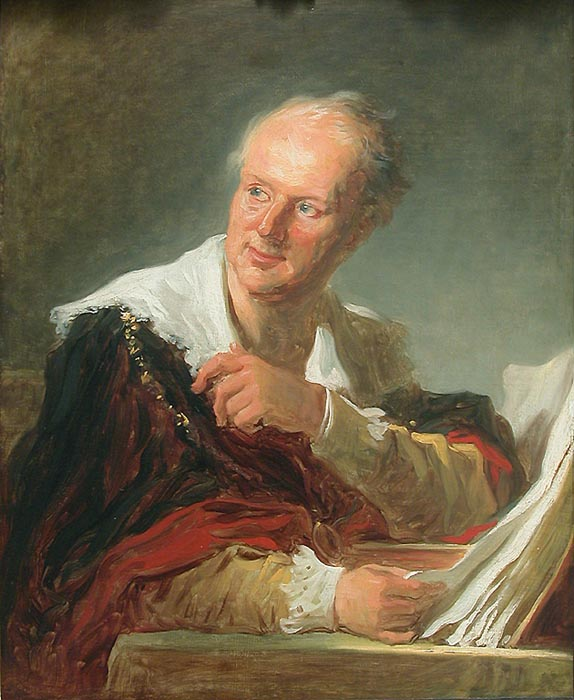
Jean-Honoré Fragonard, Denis Diderot, 1769
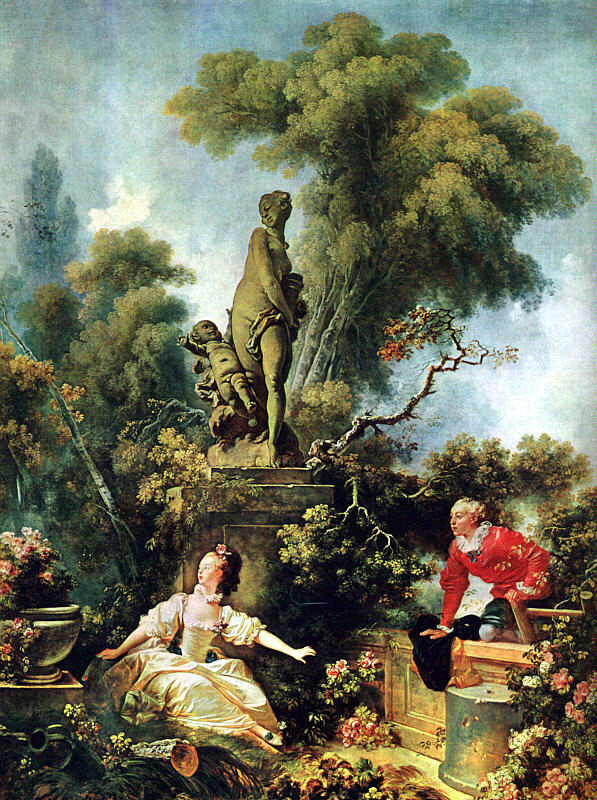
尙-歐諾黑·福拉歌那 The Meeting (Part of the Progress of Love series), 1771
Élisabeth Vigée-Lebrun, Marie Antoinette à la Rose, 1783

## 音樂
洛可可風格在音樂上是非常特別而短暫的。約在1720-1775年，洛可可風格與其他的音樂風格同時流行。它發展於十八世紀前半期的法國，音樂特色是輕快、刻意、裝飾華麗——與巴洛克時期那誇張和龐大的性質成對比。這種風格先出現在法國的鍵盤音樂中，巴洛克晚期的作曲家如庫普蘭（Couperin）、拉莫（Rameau）、泰里曼（Telemann）、多曼尼高．史卡拉第（Domenico Scarlatti）以及古典樂派前期如約翰·斯塔米茨（Johann　Stamitz）和利奧波德·莫扎特（Leopold Mozart）等都運用了這種手法。後來，這種風格傳到德國，並孕育了西方古典樂時期。

## 文学
洛可可文学以轻松的文体大量出现，并着力于表现人的情感，尤其是爱情的魅力。经常将现实世界扩大或缩小后加以描写，或者以镜中像的方式折射现实。比如伏尔泰的《小大人》、勒萨日的《吉尔·布拉斯》。这个时期的作家还酷爱写游记式作品，让主人公在游历中学习人生、了解世界。洛可可文学产生了强烈刺激人们感官和心智的效果，刻意描写与现实相悖的事物，以反讽手法引入革新观念，打破现存秩序和规范，追求自然、理性、平衡的新世界。

### 引用
1. ↑  Hopkins 2014，第92頁.
2. ↑  . .   [24 April 2012]. （原始内容存档于2015-04-29）.
3. ↑  Gauvin Alexander Bailey, The Spiritual Rococo: Decor and Divinity from the Salons of Paris to the Missions of Patagonia (Farnham: Ashgate, 2014).
4. ↑  Merriam-Webster Dictionary On-Line
5. ↑  Monique Wagner, From Gaul to De Gaulle: An Outline of French Civilization. Peter Lang, 2005, p. 139. ISBN 0-8204-2277-0
6. ↑  Ancien Regime Rococo 的存檔，存档日期11 April 2018.. Bc.edu. Retrieved on 2011-05-29.
7. ↑  Rococo – Rococo Art. Huntfor.com. Retrieved on 2011-05-29.
8. ↑  Graur, Neaga. . Cerces. 1970: 193 & 194 （罗马尼亚语）.
9. ↑  Graur, Neaga. . Cerces. 1970: 194 （罗马尼亚语）.